# 베트남어 한자

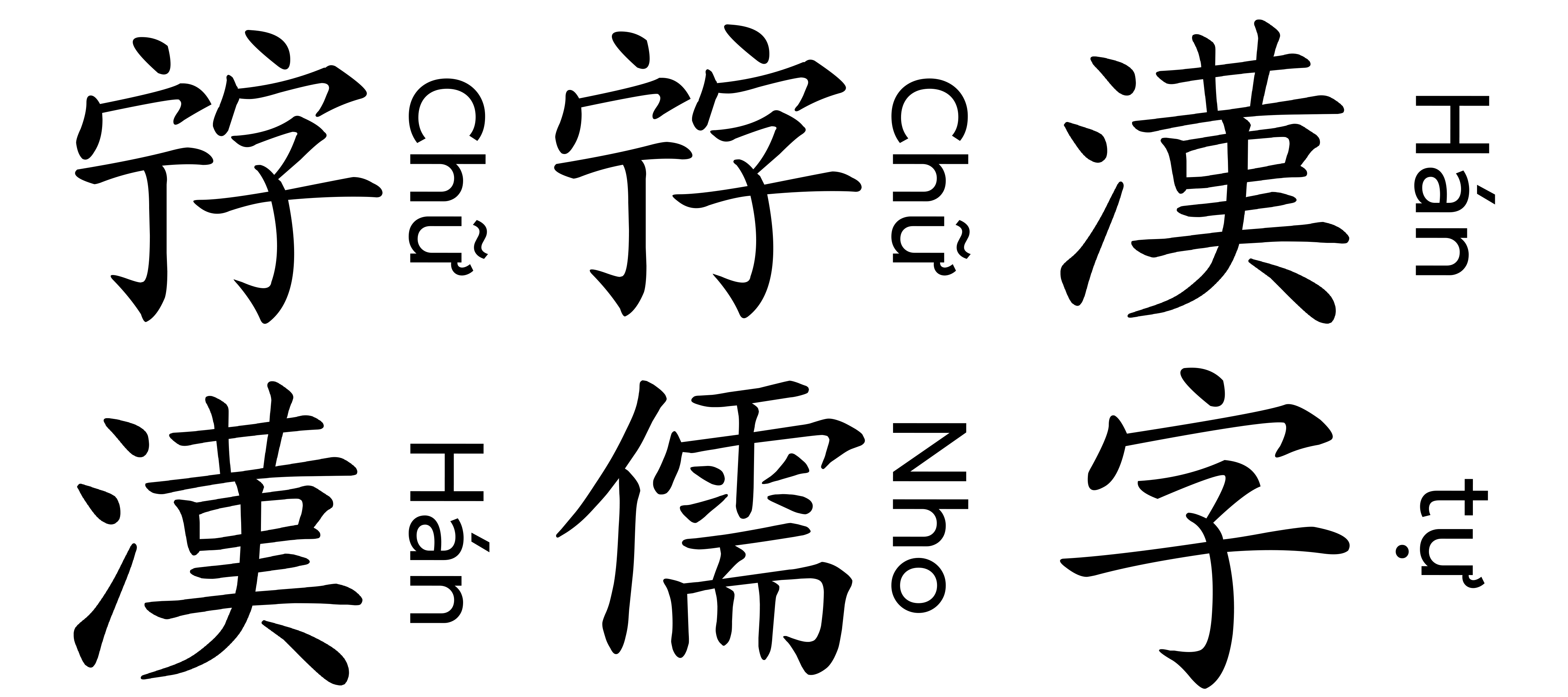
한뜨, 쯔뇨/쯔한

베트남어로 한자는 한뜨(베트남어: Hán tự / 漢字)라고 하며, 한자로 적힌 한문은 쯔뇨(베트남어: chữ Nho / 𡨸儒) 또는 쯔한(베트남어: chữ Hán / 𡨸漢)이라고 한다. 이것은 한자(베트남어: Hán tự한뜨 / 漢字)로만 쓰여져 있고 중국, 일본, 한국에서 사용되는 한자와 구별되지 않았다.
프랑스 선교사가 고안한 베트남어의 로마식 표기 꾸옥응으를 채택한 20세기 이후 베트남어에서는 공식적으로 한자가 사용되지 않는다.

## 같이 보기
- 쯔놈
- 한월어